# Raixe Venete
Raixe Venete es el nombre de un periódico en lengua véneta y también el nombre de una importante asociación cultural venetista, que lidera la coordinación de todas las asociaciones presentes en el territorio véneto que defienden la cultura de aquel país. Raixe Venete organiza cada año la Festa dei Veneti en Cittadella (donde venetistas de todas las ideologías políticas, asociaciones, y muchos simples ciudadanos se reúnen) y numerosas reuniones culturales de historia y lengua veneciana. También mediante presiones culturales solicita a los políticos vénetos de todos los partidos a defensar la identidad particular de una región del estado italiano que desde siempre se caracteriza por su peculiaridad identitaria.
El periódico publicado en miles de copias se envía a muchos lugares de América, Europa y Australia, donde muchos vénetos han emigrado después de la unidad de Italia y en segunda instancia tras la Segunda Guerra Mundial. 